# Левиз-оф-Менар, Оскар фон
Левиз-оф-Менар, Оскар фон (нем. Oskar Engelhard von Löwis of Menar , 1838—1899) — балтийско-немецкий зоолог и орнитолог.

## Биография
Оскар фон Левис Менарский родился 5 апреля 1838 года в поместье Пантене близ Мазсалаца в семье Вольдемара фон Левиз-оф-Менара (Woldemar Karl Julius Moric von Löwis of Menar, 1807—1884) и Хелены Энгельгардт (Helene Juliane (von Engelhardt).
Учился в частной школе (пансионате) Шмита (Schmidtsche Anstalt) в Вильянди, а высшее образование получил в Дерптском университете, где изучал физику (1858—1859) и экономику (1860—1861). Работал судебным заседателем при Валкском дворе (1862—1868), управляющим видземскими поместьями (1868—1881) и помощником директора Видземской поместной комиссии (Гютер-комиссии) (1868—1872).
С 1878 года был членом Рижского общества естествоиспытателей.
В 1866 опубликовал в немецком журнале «Der Zoologische Garten» свою первую статью с описанием разных аспектов поведения молодой рыси, которую в мае 1851 года в восьмидневном возрасте привезли тринадцатилетнему Оскару в имение Пантене. Через месяц следующая его заметка вышла в рижской немецкой газете «Rigasche Zeitung» (№ 114, 21.05./02.06.1866) и посвящалась необходимости создания в Риге зоологического сада для популяризации изучения и охраны местных диких животных. За более чем тридцатилетний период Оскар фон Левис опубликовал не менее 83 статей и заметок, в основном о птицах и млекопитающих.
С 1891 г. жил в Висбадене, позже в Цесисе. Умер в 1899 году в своем поместье Банужи (Кудлинг) в Цесисском уезде.

## Семья
В 1870 женился на Александре Каролине фон Фрайманн (Alexandra Caroline von Freymann, 1852—1935), в этом браке родились семеро детей: Артур (Arthur Otto Wilhelm von Löwis, 1871—1917), Лилли (Lilly Adeline von Löwis, 1876-?), Карл (Karl Reinhold Max von Löwis, 1877—1914), Гарри (Harry Oscar von Löwis, 1880—1920?) и Аделина (Adeline Alexandra Johanna von Löwis,1888-?), ещё два сына умерли в раннем возрасте.
Его брат Карл фон Лёвиз-оф-Менар (1855—1930) был историком и исследователем древних прибалтийских замков.